# رويال سيتي
رويال سيتي (واشنطن) (بالإنجليزية: Royal City, Washington)‏ هي مدينة تقع في الولايات المتحدة في مقاطعة غرانت، واشنطن. يقدر عدد سكانها بـ 2,140 نسمة ومساحتها 3.50 كم2 وترتفع عن سطح البحر 324 متر.

## التركيبة السكانية
قام مكتب تعداد الولايات المتحدة بتحديد بيانات التركيبة السكانية لرويال سيتيفي تعداد الولايات المتحدة. في ما يلي، التركيبة السكانية حسب تعدادي 2000 و2010.

### تعداد عام 2000
بلغ عدد سكان رويال سيتي 1,823 نسمة بحسب تعداد عام 2000، وبلغ عدد الأسر 444 أسرة وعدد العائلات 380 عائلة مقيمة في المدينة. في حين سجلت الكثافة السكانية 1,445.6 نسمة لكل ميل مربع (558.1/كم2). وبلغ عدد الوحدات السكنية 504 وحدة بمتوسط كثافة قدره 399.7 نسمة لكل ميل مربع (154.3/كم2).
وتوزع التركيب العرقي للمدينة بنسبة 66.32% من البيض و 0.38% من الأمريكيين الأصليين و 0.55% من الأمريكيين ذوي الأصول الآسيوية و 0.38% من الأمريكيين الأفارقة و 2.47% من عرقين مختلطين أو أكثر.
بلغ عدد الأسر 444 أسرة كانت نسبة 64.6% منها لديها أطفال تحت سن الثامنة عشر تعيش معهم، وبلغت نسبة الأزواج القاطنين مع بعضهم البعض 67.3% من أصل المجموع الكلي للأسر، ونسبة 8.8% من الأسر كان لديها معيلات من الإناث دون وجود شريك، وكانت نسبة 14.4% من غير العائلات. تألفت نسبة 10.6% من أصل جميع الأسر من أفراد ونسبة 5.9% كانوا يعيش معهم شخص وحيد يبلغ من العمر 65 عاماً فما فوق. وبلغ متوسط حجم الأسرة المعيشية 4.33، أما متوسط حجم العائلات فبلغ 4.10.
بلغ العمر الوسطي للسكان 24 عاماً. وكانت نسبة 40.3% من القاطنين تحت سن الثامنة عشر، وكانت نسبة 12.4% بين الثامنة عشر والأربعة وعشرون عاماً، ونسبة 31.9% كانت واقعةً في الفئة العمرية ما بين الخامسة والعشرون حتى والأربعة وأربعون عاماً، ونسبة 11.0% كانت ما بين الخامسة والأربعون حتى الرابعة والستون، ونسبة 4.4% كانت ضمن فئة الخامسة والستون عاماً فما فوق. يوجد لكل 100 أنثى 126.2 ذكر، ويوجد لكل 100 أنثى في الثامنة عشر من عمرها فما فوق 132.0 ذكر.
بلغ متوسط دخل الأسرة في المدينة 28,529 دولار، أما متوسط دخل العائلة فبلغ 29,821 دولار. وكان متوسط دخل الذكور 19,643 دولار مقابل 22,917 دولار للإناث. وسجل دخل الفرد الخاص بالمدينة 9,502 دولار. وكانت نسبة 24.0% من العائلات ونسبة 26.7% من السكان تحت خط الفقر، وكان من هؤلاء نسبة 35.0% تحت سن الثامنة عشر ونسبة 7.9% في الخامسة والستين من العمر وما فوق.

### تعداد عام 2010
بلغ عدد سكان رويال سيتي 2,140 نسمة بحسب تعداد عام 2010، وبلغ عدد الأسر 486 أسرة وعدد العائلات 439 عائلة مقيمة في المدينة. في حين سجلت الكثافة السكانية 1,585.2 نسمة لكل ميل مربع (612.0/كم2). وبلغ عدد الوحدات السكنية 494 وحدة بمتوسط كثافة قدره 365.9 لكل ميل مربع (141.3/كم2).
وتوزع التركيب العرقي للمدينة بنسبة 45.7% من البيض و 0.8% من الأمريكيين الأصليين و 0.9% من الأمريكيين ذوي الأصول الآسيوية و 1.2% من الأمريكيين الأفارقة و 2.7% من عرقين مختلطين أو أكثر.
بلغ عدد الأسر 486 أسرة كانت نسبة 72.2% منها لديها أطفال تحت سن الثامنة عشر تعيش معهم، وبلغت نسبة الأزواج القاطنين مع بعضهم البعض 62.1% من أصل المجموع الكلي للأسر، ونسبة 11.5% من الأسر كان لديها معيلات من الإناث دون وجود شريك، بينما كانت نسبة 16.7% من الأسر لديها معيلون من الذكور دون وجود شريكة وكانت نسبة 9.7% من غير العائلات. وبلغ متوسط حجم الأسرة المعيشية 4.20، أما متوسط حجم العائلات فبلغ 4.26.
بلغ العمر الوسطي للسكان 22.4 عاماً. وكانت نسبة 40.1% من القاطنين تحت سن الثامنة عشر، وكانت نسبة 14.7% بين الثامنة عشر والأربعة وعشرون عاماً، ونسبة 30.6% كانت واقعةً في الفئة العمرية ما بين الخامسة والعشرون حتى والأربعة وأربعون عاماً، ونسبة 11.8% كانت ما بين الخامسة والأربعون حتى الرابعة والستون، ونسبة 2.9% كانت ضمن فئة الخامسة والستون عاماً فما فوق. وتوزع التركيب الجنسي للسكان بنسبة 53.3% ذكور و46.7% إناث.